# Escotoma

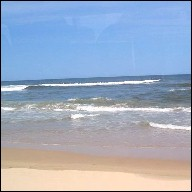
Ejemplo de imagen mostrando campo normal de visión.

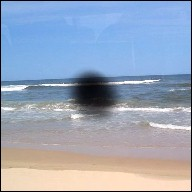
Ejemplo de imagen mostrando un escotoma pequeño, central.

Un escotoma (del griego antiguo σκότος / skótos, «tinieblas, obscuridad») es un defecto del campo visual temporal o permanente que se caracteriza por la existencia de una pérdida de visión en un área, rodeada por una zona con visión normal.  El escotoma no es una enfermedad, sino un síntoma que puede estar provocado por numerosas causas, entre ellas lesiones de la retina, del nervio óptico o de las áreas visuales del cerebro, alteraciónes vasculares y crisis de migraña.

## Clasificación
Los escotomas se pueden clasificar de diferentes formas: 
- Escotoma negativo: escotoma no percibido por el sujeto. El punto ciego es un ejemplo de este escotoma que generalmente recibe el nombre de escotoma fisiológico.
- Escotoma positivo: escotoma percibido por el paciente.
- Escotoma absoluto. Perdida total de sensibilidad visual en el área de la retina afectada.[2]
- Escotoma relativo. Pérdida parcial de sensibilidad visual en el área de la retina afectada.
- Cuadrantanopsia. El defecto afecta a un cuadrante el campo visual.[2]
- Hemianopsia. El defecto afecta a la mitad del campo visual.[2]
- Escotoma central. Afecta a la región central de la visión o mácula.
- Escotoma paracentral. Próximo a la mácula, pero sin afectarla.
- Escotoma cecal. Se localiza en la mancha ciega y provoca  que aumente de tamaño.
- Escotoma centrocecal. Se extiende desde la mancha ciega hasta el área de la mácula.
- Escotoma arciforme. Se inicia en la mancha ciega y se extiende con forma arqueada siguiendo las fibras nerviosas retinianas.
- Escotoma anular. Escotoma de forma circular que rodea el centro del campo visual.
- Escotoma altitudinal. Afecta total o parcialmente a la mitad superior o inferior del campo visual, sin atravesar el meridiano horizontal. Puede producirse en la neuropatía óptica isquémica y en la oclusión de una de las ramas de la arteria central de la retina.
- Escotoma centelleante. Consiste en un arco de ausencia de visión que tiene un borde en zig-zag brillante y luminoso y suele acompañarse de destellos de luz. Es característico de la migraña.

## Escotoma en migraña
El escotoma que precede a la migraña clásica o escotoma centelleante se presenta en altededor del 10% de los pacientes que padecen migraña clásica. Comienza como un escotoma cerca del centro de la visión que se expande lentamente en forma de "C". Aparecen puntos luminosos en el borde externo que van creciendo, y el borde se colorea a medida que el escotoma brillante se expande y se mueve hacia la periferia de la mitad del campo visual afectado. Finalmente desaparece en unos 20 a 25 minutos y empieza la fase de cefalea.

## Escotoma en glaucoma
El glaucoma provoca daño del nervio óptico que ocasiona alteraciones del campo visual. Pueden producirse escotomas que inicialmente afectan al campo periférico de visión y pasan desapercibidos, sin embargo cuando la enfermedad progresa se extienden a la zona central de la retina y ocasionan un déficit visual importante.

## Escotoma en degeneración macular asociada a la edad
La degeneración macular asociada a la edad o DMAE es una enfermedad ocular que provoca deterioro de la visión  central, inicialmente existe visión borrosa o distorsionada y tras una larga evolución se produce un escotoma central que interfiere en la realización de actividades diarias e incapacita para reconocer rostros y leer, aunque la visión fuera del campo visual central no está afectada y no se llega a ceguera total.